# 达费林平台
46°48′40″N 71°12′15″W / 46.811129°N 71.204286°W

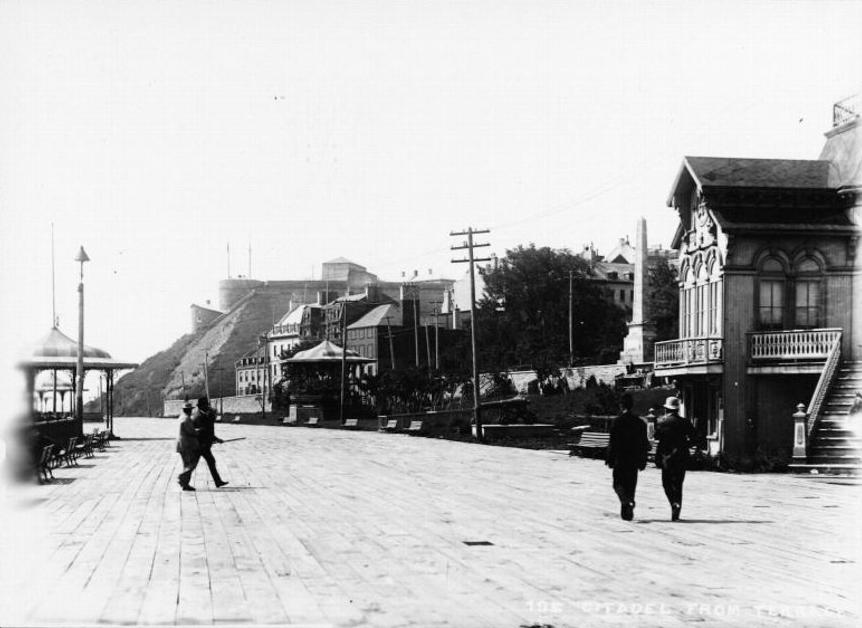
1890年的达费林平台，背景：魁北克城堡

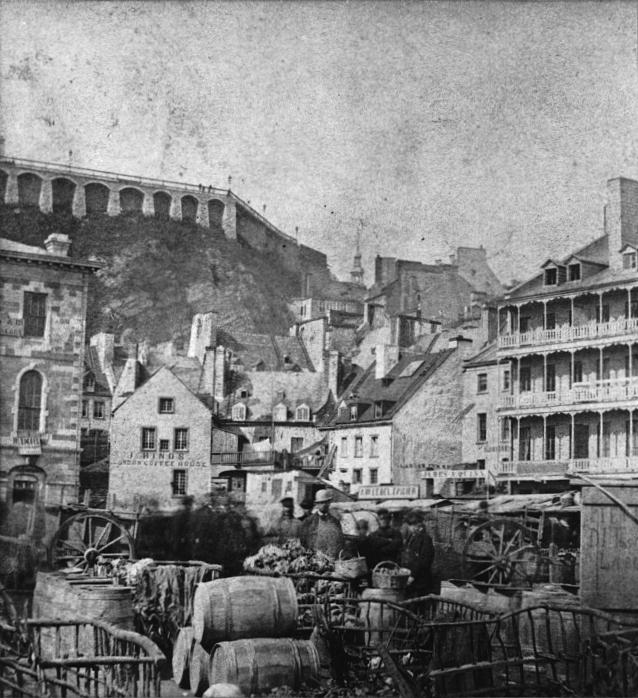
从尚普兰街看达费林平台，1870年至1875年

达费林平台（Terrasse Dufferin）是一个长长的木制平台，位于魁北克历史城区上方的钻石岬角（Cap Diamant）。 
达费林平台原名达勒姆平台（Terrasse Durham），于1838年修建在圣路易城堡（château Saint-Louis）的废墟上。1854年加以扩建。当它在1878年至1879年再次扩建时，更名为达费林平台。 
达费林平台得名于从1872年到1878年的加拿大总督弗雷德里克·汉密尔顿-坦普尔-布莱克伍德，第一代达费林和阿瓦侯爵。他在魁北克期间，夏季住在魁北克城堡，他设计了这条景观道路。1878年10月，在他离开前，为平台奠基，随后即改用他的名字命名。 

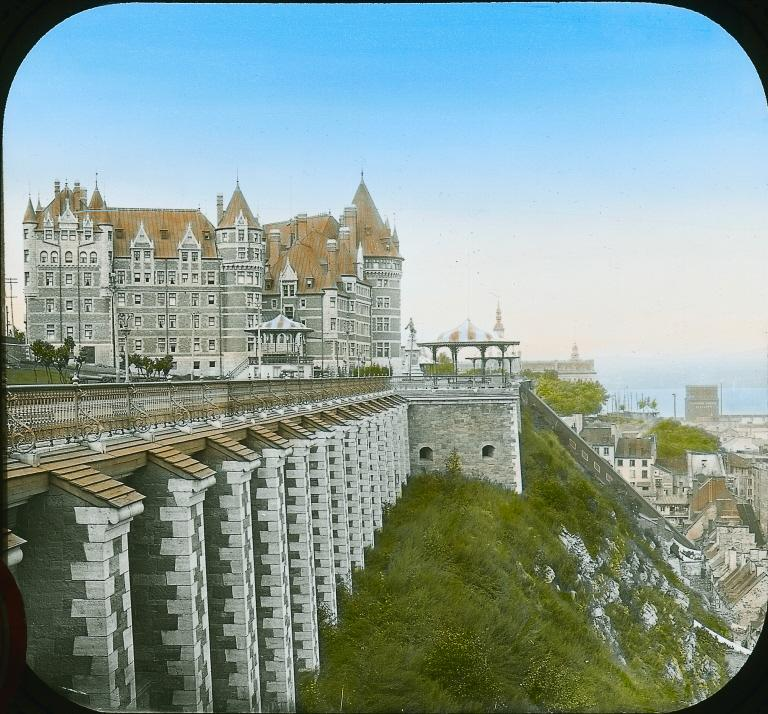
达费林平台和芳堤娜城堡，1895年

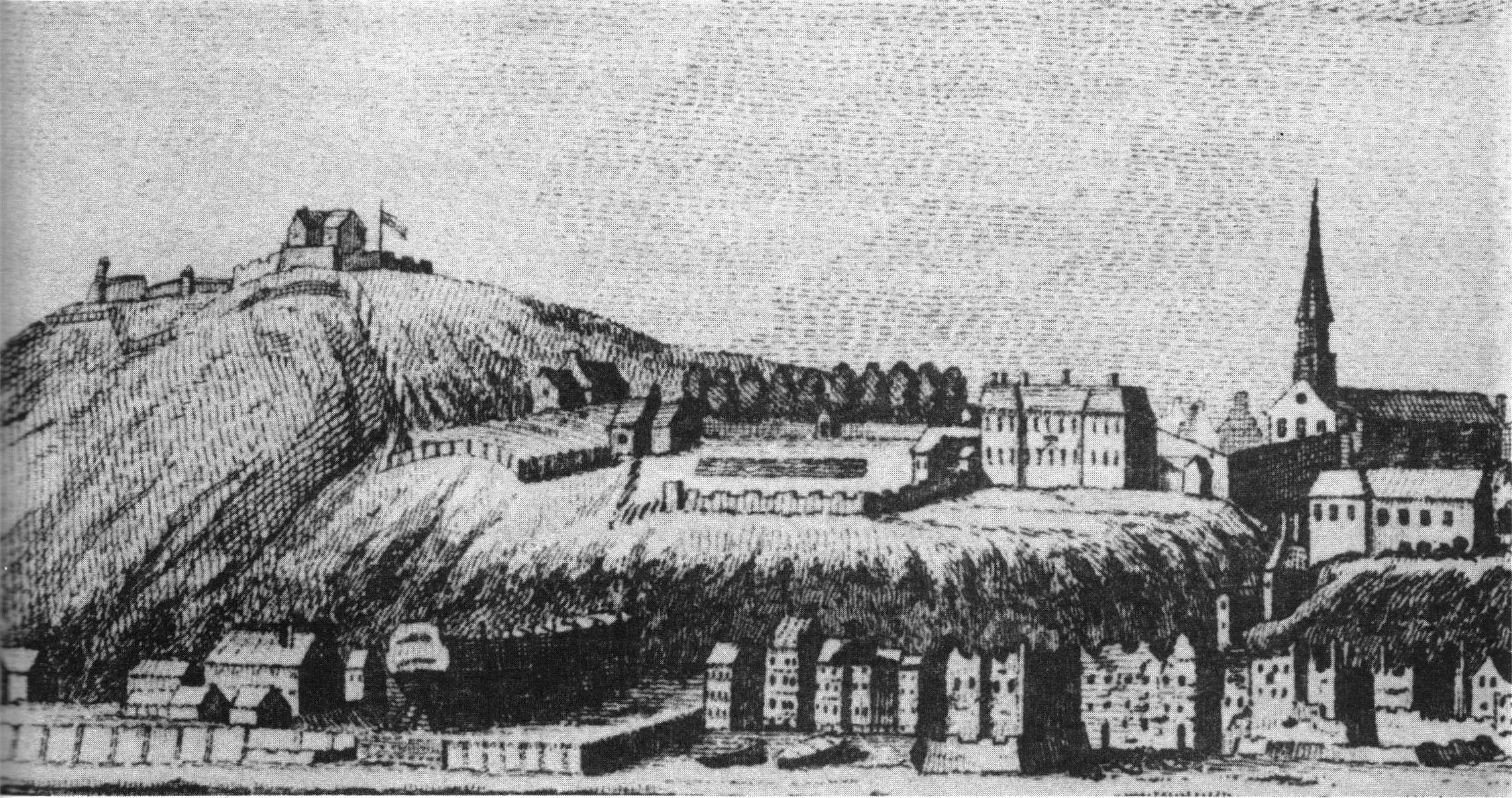
魁北克市景，1760